# Mae Clarke
Mae Clarke (Philadelphia, 16 augustus 1910 – Woodland Hills, 29 april 1992) was een Amerikaans actrice.
Clarke begon haar carrière als danseres en vertrok in 1929 naar Hollywood, waar ze al gauw hoofdrollen kreeg bij films van Universal Studios. In 1931 had ze een kleine, maar belangrijke rol in The Public Enemy, waarin James Cagney een grapefruit in haar gezicht duwde.
Later dat jaar was ze te zien in Waterloo Bridge. Dit is hoogstwaarschijnlijk haar bekendste film. In de jaren 40 kreeg ze nog enkel bijrollen aangeboden in films. Haar laatste film werd uiteindelijk uitgebracht in 1970.
Clarke stierf op 81-jarige leeftijd aan kanker.

## Filmografie (selectie)
- 1931: The Front Page
- 1931: The Public Enemy
- 1931: Waterloo Bridge
- 1931: Frankenstein
- 1932: Three Wise Girls
- 1933: Penthouse
- 1933: Lady Killer
- 1936: Great Guy
- 1942: Flying Tigers
- 1944: Here Come the Waves
- 1945: Kitty
- 1949: King of the Rocket Men
- 1950: The Reformer and the Redhead
- 1950: Annie Get Your Gun
- 1950: Duchess of Idaho
- 1951: Three Guys Named Mike
- 1951: Mr. Imperium
- 1951: Royal Wedding
- 1951: The Great Caruso
- 1952: Love Is Better Than Ever
- 1952: Singin' in the Rain
- 1952: Skirts Ahoy!
- 1952: Pat and Mike
- 1954: Magnificent Obsession
- 1955: Not as a Stranger
- 1956: The Catered Affair
- 1959: Ask Any Girl
- 1967: Thoroughly Modern Millie

- Biblioteca Nacional de España: XX1713758
- Bibliothèque nationale de France: cb14165000b (data)
- Gemeinsame Normdatei: 119474611
- International Standard Name Identifier: 0000 0001 1672 5653
- Library of Congress Control Number: no90027486
- Nationale Bibliotheek van Tsjechië: xx0153226
- Nationale Bibliotheek van Israël: 987007446602205171
- SNAC: w64g69nd
- Système universitaire de documentation: 14028561X
- Virtual International Authority File: 74060933
- WorldCat: E39PBJmxRMCbwRbM9fXfyRpXVC